# Gaius Licinius Stolo
Gaius Licinius Stolo was een Romeinse politicus uit de 4e eeuw v.Chr.
Stolo werd in 376 v.Chr. samen met Lucius Sextius Lateranus tot tribunus plebis verkozen. Zij deden tezamen drie wetsvoorstellen (leges Liciniae Sextiae): over de schulddelging van de plebejers, een lex agraria, en over het benoemen van plebejers tot consul.
Daarbij voegde zij – voor de achtste maal tribunus plebis - nog het voorstel, dat in het vervolg in plaats van duumviri decemviri, voor de helft plebejers, voor de godsdienstige zaken zouden worden benoemd. Dit krijgen zij erdoor en in hun tiende tribunaat smaakten zij eindelijk de voldoening dat ook de drie vroegere voorstellen werden aangenomen.
In het jaar 364 v.Chr. werd Licinius consul, voor de tweede maal in 361 v.Chr., in welk jaar hij de Hernici overwon. De tegen hem verbitterde patriciërs klaagden hem gelijktijdig aan van overtreding van de door hem gegeven akkerwet, daar hij meer land bezat dan de wet gedoogde (namelijk 1000 in plaats van 500 bunders), waardoor hij met een geldboete werd gestraft.

## Referentie
- art. Licinia gens (5), in F. Lübker - trad. ed. J.D. Van Hoëvell, Classisch Woordenboek van Kunsten en Wetenschappen, Rotterdam, 1857, p. 541.